# Sadovaja (metrostation)
Sadovaja (Russisch: Садовая) is een station van de metro van Sint-Petersburg. Het station maakt deel uit van de Froenzensko-Primorskaja-lijn (lijn 5) en werd geopend op 30 december 1991. Het metrostation bevindt zich onder het Sennaja plosjtsjad (Hooiplein) in het centrum van Sint-Petersburg en is genoemd naar de Sadovaja oelitsa (Tuinstraat), die het plein kruist. Station Sadovaja vormt een overstapcomplex met de aangrenzende stations Sennaja plosjtsjad op de Moskovsko-Petrogradskaja-lijn (lijn 2) en Spasskaja op de Pravoberezjnaja-lijn (lijn 4).
Tot 2009 lag station Sadovaja op lijn 4. Op 7 maart van dat jaar werd de noordwestelijke tak van deze lijn echter gekoppeld aan de nieuwe lijn 5. Lijn 4 eindigt sindsdien in station Spasskaja.
Het station ligt 71 meter onder de oppervlakte en beschikt over een perronhal met een gewelfd plafond. Het metrostation heeft geen bovengronds toegangsgebouw, maar een ondergrondse stationshal aan de noordzijde van het Sennaja plosjtsjad. Aan beide uiteinden van het eilandperron bevindt zich een uitgang, waarvan er één leidt naar de stationshal en één naar de sporen van lijn 2; de toegang tot de voetgangerstunnel naar station Spasskaja bevindt zich in het midden van het perron.